# Panajótisz Szamilídisz
Panajótisz Szamilídisz (görögül: Παναγιώτης Σαμιλίδης; 1993. augusztus 9. –) Európa-bajnoki bronzérmes görög úszó.

## Sportpályafutása
A Debrecenben zajlott 2012-es úszó-Európa-bajnokság férfi 50 méteres mellúszás versenyszámának döntőjében a harmadik helyezést érte el, csakúgy mint a férfi 200 méter mell döntőjében.